# Carlos Moesta

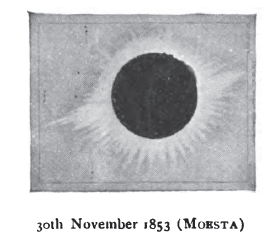
Dibujo del eclipse solar del 30 de noviembre de 1853 realizado por Carlos Moesta, director del Observatorio Nacional chileno, durante una expedición realizada a las inmediaciones de Pisco, en la costa del Perú.

Karl Wilhelm Moesta, también conocido, por la castellanización de sus nombres de pila, como Carlos Guillermo Moesta (Zierenberg, Electorado de Hesse, Confederación germánica, 21 de agosto de 1825 - Dresde, Reino de Sajonia, Imperio Alemán, 2 de abril de 1884); astrónomo, geodesta y doctor en Matemáticas alemán que fue, entre 1852 y 1867, el primer director y fundador del Observatorio Nacional ubicado en Santiago de Chile, institución científica después conocida como Observatorio Astronómico Nacional de Chile (OAN). Moesta fue también el primer profesor de Astronomía y Geodesia de la Universidad de Chile. Fue un pionero del cultivo de estas ciencias, junto con el de la Meteorología, en dicho país. 

## Biografía

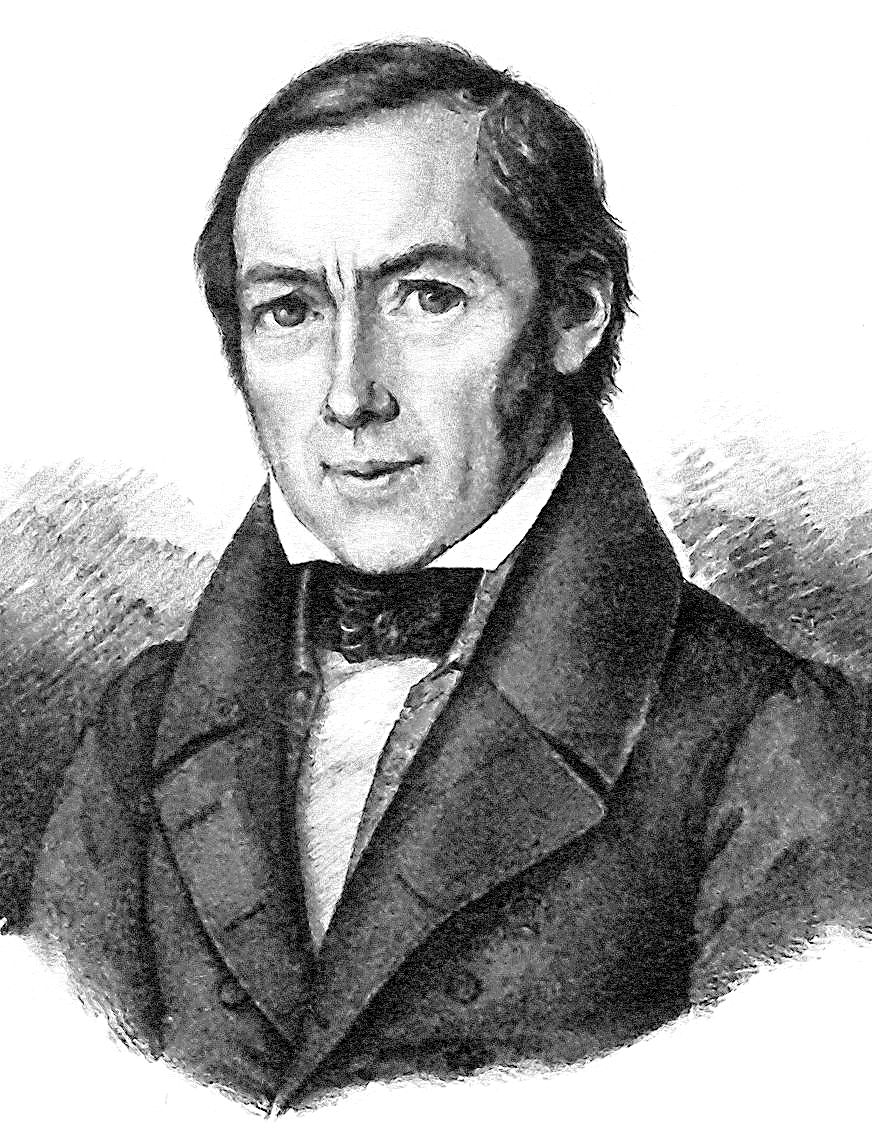
Christian Ludwig Gerling, el astrónomo que fue maestro de Moesta en la Universidad de Marburgo.

Nació en Zierenberg, ciudad ubicada a corta distancia de Kassel, capital del Electorado de Hesse. Fue hijo de una familia de campesinos que habitaron en esa área al menos desde el 1600. Se crio en circunstancias humildes. Siendo estudiante secundario fue alumno de Rodulfo Amando Philippi, científico alemán que coincidiría después con Moesta en Chile. Entonces Philippi impartía las cátedras de Geografía e Historia Natural en la Escuela Politécnica de Kassel. Estudió después en el mismo estado alemán, en la Universidad de Marburgo, donde se doctoró en Matemáticas y fue alumno del físico y astrónomo Christian Ludwig Gerling, que a su vez había sido discípulo de Gauss. Siendo joven se trasladó a la localidad de Eschwege, también en el Electorado de Hesse, donde trabajó como profesor de Matemáticas y Física de la Realschule local (escuela secundaria estatal).
En 1848 publicó en Marburgo el trabajo Untersuchungen über das dreiachsige Ellipsoid, betreffend die Komplanation und die Lage des Schwerpunktes seiner Oktanten ("Estudios de la elipsoide triaxial, en relación con la coplanaridad y el centro de gravedad de sus octantes"). 

### Llega a Chile: Primeros trabajos
En octubre de 1850, el joven matemático Moesta, de 25 años, se presentó en Chile ante James Melville Gilliss, entonces jefe de una misión astronómica de la Marina de Estados Unidos. Gillis había instalado un observatorio portátil en el Cerro Santa Lucía de Santiago de Chile con el fin de intentar un nuevo método de medición de distancias del sistema solar mediante una forma de paralaje a partir de observaciones los más simultáneas posibles de los planetas Venus (ciclo estacionario) y Marte (oposición) desde ambos hemisferios de la Tierra; método que había sido sugerido por el antiguo profesor de Moesta, Gerling. Moesta, portando una recomendación de Gerling, consiguió ser designado entonces, mediante aparente intercesión de Gilliss, profesor en el Liceo de La Serena. 
Al año siguiente, el gobierno de Chile también empleó a Moesta como primer asistentente de Pierre Joseph Aimé Pissis, que desde 1848 se encontraba recorriendo el territorio del país, con el fin de realizar una exploración geológica, mineralógica y cartográfica. En el trabajo cartográfico con Pissis la determinación de latitudes y longitudes se realizó mediante mediciones astronómicas, estableciéndose dos o tres bases de cotejamiento para la precisión de las diversas coordenadas. La contratación de Moesta para este trabajo fue comentada por Gerling a Gauss en una carta llena de complacencia respecto a esta novedad, que le había transmitido a principios de 1851 la correspondencia de Gillis. En la sesión del 2 de agosto de 1851 del Consejo de la Universidad de Chile, la Facultad de Matemáticas y Ciencias Físicas, solicitó la incorporación de Moesta, junto con Pissis, José Gandarillas y otros siete catedráticos, como miembros académicos. Moesta fue incorporado, junto con los otros profesores propuestos, el 6 de septiembre por decreto del gobierno. En adelante tendría a su cargo las cátedras de Astronomía y cálculo diferencial e integral en esa casa de estudios.
En ese mismo año de 1851 publica su primer artículo científico en los Anales de la Universidad de Chile, en el que presenta a la comunidad académicas nociones de Geodesía, refracción terrestre, observación astronómica y una proposición de tabla de refracciones aplicable al territorio del país.

### Director del Observatorio Nacional

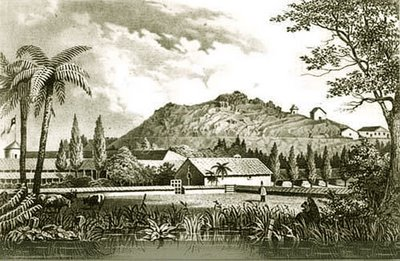
En este grabado del Cerro Santa Lucía se observa el primer emplazamiento del Observatorio Nacional, el que había sido elegido originalmente por la expedición astronómica Gilliss. El observatorio en el que se inició Moesta como director fue la pequeña caseta ubicada a la derecha de la cumbre.

El 17 de agosto de 1852, luego de que el Estado comprara los instrumentos y el observatorio temporal traídos a Chile por la misión Gillis, Moesta fue designado primer director del nuevo Observatorio Nacional. En este cargo realizó numerosas observaciones, publicaciones y colaboraciones con revistas científicas internacionales, además de mantener una activa correspondencia con astrónomos y diversos observatorios del mundo. Su labor de observación en Santiago se volcó en diversos artículos con sus mediciones y cálculos que fueron publicados en revistas como los Anales de la Universidad de Chile, el Astronomical Journal de Estados Unidos, Monthly Notices of the Royal Astronomical Society de Londres, Astronómical Register de Londres, y el Astronomische Nachrichten del Altona.
Comenzó sus trabajos a principios de 1853, estableciendo una nueva medición de las latitudes relativas de Santiago y Valparaíso. En esta tarea contó Moesta con la colaboración de Gilliss, que hizo las mediciones necesarias en el puerto en el pequeño observatorio aficionado del relojero Juan Mouat, antes de embarcarse de vuelta a Estados Unidos. Siguió Moesta observando y registrando el eclipse solar del 30 de noviembre de ese mismo año 1853, para lo cual se organizó, con apoyo de la Universidad, una expedición a la caleta de Ocujaque, cerca de Pisco, Perú, por donde debía pasar la línea central del eclipse. Su observación identificó una llamativa línea irregular montañosas en parte del borde del disco lunar, con una elevación que calculó en 1', es decir una altura de unos 120 km. Esta observación se ha interpretado como una apreciación exagerada de la silueta de relieve montañoso del satélite.

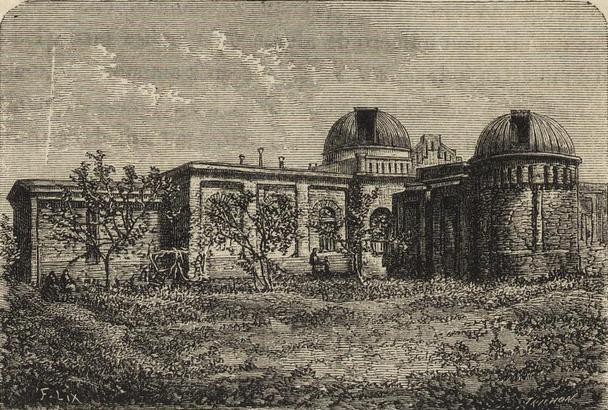
El edificio del Observatorio Nacional, en la Quinta Normal, según un grabado de 1872. Este edificio se construyó en el lugar, que entonces era arrabal de Santiago, por iniciativa de Moesta, que estaba decido a abandonar el primitivo emplazamiento en el Cerro Santa Lucía por razones técnicas.

El Observatorio Nacional fue trasladado en 1856 a la Quinta Normal, por decisión de Moesta. El director consideró para esta decisión que la dilatación y contracción de la base de roca en el Cerro Santa Lucía, producto de los cambios de temperatura, modificaba la posición del pilar sobre el que se montaba el telescopio, que se encontraba anclado a dicho sustrato, un inconveniente que ya había sido notado por Gilliss. Por otra parte el Observatorio cambiaba así una pequeña instalación ligera y temporal por un edificio amplio y sólido.
En 1862, con motivo de la declinación de Marte en su oposición de ese año, el astrónomo alemán August Winnecke, del Observatorio de Pulkovo en Rusia, solicitó colaboración internacional con el objetivo de intentar mejorar los cálculos paralaje solar. Moesta, contactado por Gillis, puso el observatorio de Santiago en campaña para colaborar en este esfuerzo. Los resultados de estas mediciones internacionales fueron publicados en 1867 por Simon Newcomb, que analizó las observaciones de los 9 observatorios participantes: 6 del Hemisferio Norte y 3 del Sur. Estos últimos los completaba, además de Santiago, El Cabo en Sudáfrica y Williamstown (Melbourne) en Australia. La discusión de Newcomb señalaba que la precisión de las mediciones de Santiago estaba por debajo del promedio, pero estaba dentro de parámetros aceptables, pues al menos se comparaba con la del Observatorio de Greenwich. De hecho, a ambos centros se les asignaba un idéntico error sistemático (-0,22). Newcomb estimaba que las observaciones de Santiago eran meticulosas, achacando el grado imprecisión a la mala calidad del círculo meridiano y las mediciones micrométricas locales. Esta campaña en la que colaboró Moesta arrojo un cálculo del paralaje de 8",848 ± 0",013, que permitió mejorar el anterior paralaje que había deducido Johann Franz Encke (8",58) a partir de observaciones del tránsito de Venus realizadas durante el siglo XVIII. De esta manera se calculó que la distancia media de la Tierra al Sol debía ser de unos 148 800 000 km. En la actualidad, esta distancia media, que es denominada Unidad Astronómica, se calcula como 149 597 870,7 km.
Moesta hizo otros aportes desde Santiago, sobre todo relativos al estudio de los cometas. Por ejemplo descubrió independientemente el comenta C/1865 B1 (también conocido como "Gran cometa del sur de 1865"), el 18 de enero de 1865 estando en los Baños de Colina. El cometa fue finalmente llamado Abbott, por haber sido avistado unas horas antes por Francis Abbott desde Hobart, Tasmania. También estimó una órbita para el cometa C/1864 N1 (1864 II) descubierto por Wilhelm Tempel, y realizó el seguimiento medición de la trayectoria de varios otros, como el 7P/Pons–Winnecke.
Gran parte del trabajo de Moesta en Chile consistió en la precisar la posición, magnitud y características de numerosas estrellas australes, junto con ejercer la docencia en Matemáticas y Astronomía, dejando discípulos instruidos en estas disciplinas en el país, como Adolfo Formas.
En 1867 Moesta, aquejado de problemas de salud y deseoso de participar en una reunión internacional de astrónomos, se dirigió a Dresde, Reino de Sajonia con el cargo de Cónsul General de Chile ante dicha monarquía. Permaneció en esa ciudad alemana hasta su muerte en 1884.

## Homenajes
El asteroide (9334) Moesta, descubierto en 1990 en el Cinturón de Asteroides, desde el Observatorio de La Silla por el astrónomo belga Eric Walter Elst, fue bautizado en honor del astrónomo K.W. Moesta en reconocimiento a a su actividad como primer director del Observatorio Nacional de Santiago, además de observador de eventos y cuerpos celestes.

## Obra

### Libros y separatas
- Informe sobre las observaciones hechas durante el eclipse solar de 30 de noviembre de 1853, presentado al señor Ministro de Instrucción Pública. Santiago de Chile,1854.
- Determinacion de la latitud jeografica del circulo meridiano del Observatorio Nacional de Santiago. Santiago de Chile, 1854.
- En coautoría con Franz Friedrich Ernst Brünnow: Tratado de astronomia esférica y práctica. Dresde y Leipzig, 1871.
- Observaciones astronómicas hechas en el Observatorio Nacional de Santiago de Chile (2 vol.). Santiago de Chile, 1859 y 1875.
- Observaciones astronómicas hechas en el Observatorio Nacional de Santiago de Chile : en los años de 1856 á 1860 (2 vol.). Dresde 1875.

### Artículos en revistas académicas
- Jeodesia: observaciones jenerales sobre la refraccion terrestre, su deduccion de la refraccion astronómica i su aplicacion a la determinacion de las diferencias de nivel. Anales de la Universidad de Chile, 1951.
- Discusión de los metódos actualmente usados en la enseñanza de la aritmética jeneral. Anales de la Universidad de Chile, 1952.
- Astronomía: Noticia relativa a la diferencia de lonjitud entre Santiago i Valparaíso. Anales de la Universidad de Chile, 1853.
- Astronomía: Determinación de la corrección de la paralaje de la luna, proveniente del Observatorio de Santiago sobre el nivel del mar. Anales de la Universidad de Chile, 1853.
- Jeolojía: Observación de un notable fenómeno, que presenta el cerro de Santa Lucía. Anales de la Universidad de Chile, 1853.
- Observaciones relativas al último cometa i determinación de los elementos de su órbita parabólica. Anales de la Universidad de Chile, 1853.
- Letter of Lieutenant Gilliss (comet observations) (Carta al teniente Gilliss: Observaciones de cometa). Astronomical Journal, vol. 3, n.º 61, pp. 104-104 (1853).
- Second comet of 1853 (Segundo cometa de 1853). Astronomical Journal, vol. 3, n.º 63, pp. 117-118 (1853).
- Third comet of 1853 (Tercer cometa de 1853). Astronomical Journal, vol. 3, n.º 66, p. 143-143 (1853).
- The total eclipse of the sun of November 30, 1853 (El eclipse total de sol del 30 de noviembre de 1853), Astronomical Journal, vol. 3, n.º 67, p. 145-146 (febrero, 1854).
- Informe sobre las observaciones hechas durante el eclipse solar del 30 de noviembre de 1853, presentado al señor Ministro de Instrucción Pública. Anales de la Universidad de Chile, 1854.
- Observations of the third comet of 1853, made with the Santiago equatorial (Observaciones del tercer cometa de 1853, hechas con el ecuatorial de Santiago). Astronomical Journal, vol. 3, n.º 72, p. 191-192 (junio, 1854).
- Observations of the Total Eclipse of the Sun of Nov. 30, 1853. Monthly Notices of the Royal Astronomical Society, Vol. 14, p.225 (junio, 1854).
- Determinación de la latitud jeográfica del Círculo Meridiano del Observatorio Nacional de Santiago, i observaciones relativas a la determinación de 22 estrellas fundamentales. Anales de la Universidad de Chile, 1854.
- Erratum (Second comet of 1853) (Errata: segundo cometa de 1853). Astronomical Journal, vol. 4, n.º 74, p. 16-16 (agosto, 1854).
- Observations of a Phenomenon observed with regard to the Hill of Santa Lucia, Santiago de Chile. Monthly Notices of the Royal Astronomical Society, Vol. 15, p.61 (diciembre, 1854).
- Informe sobre las Observaciones hechas durante el Eclipse Solar de 30 Noviembre de 1853. Monthly Notices of the Royal Astronomical Society, Vol. 15, p.67 (diciembre, 1854).
- Correction (The total eclipse of the sun of November 30, 1853) (Corrección: El eclipse total de sol del 30 de noviembre de 1853). Astronomical Journal, vol. 4, iss. 80, p. 60-60 (enero, 1855).
- On the position and proper motion of lambda Tucanae (En la posición y el movimiento propio de lambda Tucanae). Astronomical Journal, vol. 4, n.º 82, pp. 77-78 (marzo, 1855).
- Observations of (1) Ceres (Observaciones de (1) Ceres). Astronomical Journal, vol. 4, n.º 82, pp. 78-79 (marzo, 1855).
- Errata (On the position and proper motion of lambda Tucanae). Astronomical Journal, vol. 4, n.º 83, pp. 88-88 (abril, 1855).
- Observaciones sobre un error en el Nautical almacac. Anales de la Universidad de Chile, 1855.
- Noticia relativa a la lonjitud de Santiago, comunicada por d. Cárlos Moesta, en la sesion del mes de julio. Anales de la Universidad de Chile, 1855.
- Occultations of stars observed at the Santiago Observatory in the years 1852 and 1853 (Ocultamiento de estrellas obsevados en el Observatorio de Santiago en los años 1852 y 1853). Astronomical Journal, vol. 4, n.º 86, pp. 105-105 (septiembre, 1855).
- Investigaciones referentes a un nuevo fenómeno que proviene del calor del sol durante su movimiento diurno aparente. Anales de la Universidad de Chile, 1855.
- Letter to the editor (discordances of meridian observations at Santiago). Astronomical Journal, vol. 4, n.º 89, pp. 134-136 (diciembre, 1855).
- Observaciones hechas a la lonjitud de Santiago. Anales de la Universidad de Chile, 1856.
- Algunos apuntes sobre el eclipse de la luna que tuvo lugar el 19 de abril de este año. Anales de la Universidad de Chile, 1856.
- From a letter of Dr. Moesta to Lieut. Gilliss (De una carta del Dr. Moesta al Tte. Gilliss). The Astronómical Journal, 30 de mayo de 1857.
- Latitude of Santiago deduced from corresponding moon-culminations. The Astronómical Journal, 30 de mayo de 1857.
- Astronomia.- Eclipse total de Sol en setiembre de 1858, por el Director del Observatorio Astronómico de Chile, don Carlos G. Moesta. Anales de la Universidad de Chile, 1858.
- Observation's of the great comet, V., 1858, made at the Observatory of Santiago de Chile (De la bservación del gran cometa, V., 1858, hecha en el Observatorio de Santiago de Chile). Astronomical Journal, vol. 6, n.º 133, pp. 100-102 (abril, 1860).
- Observations and Elements of Comet III. 1860 (Observaciones y elementos del cometa III. 1860). Monthly Notices of the Royal Astronomical Society, Vol. 21, p.186 (abril, 1861)
- Astronomía.-Noticias del Director del nuestro Observatorio, don Cárlos G. Moesta, relativas a un interesante descubrimiento astronómico que acaba de hacerse. Anales de la Universidad de Chile, 1862.
- Meteorolojía. Observaciones meteorolójicas hechas en el Observatorio astronómico de Santiago de Chile. Comunicacion del director de dicho Observatorio. Anales de la Universidad de Chile, 1864.
- Jeografía Física. Determinacion de la temperatura media anual de Valparaiso i algunas consideraciones relativas a la distribucion de la temperatura en la Costa occidental de la América del Sur. Comunicacion del Director del Observatorio astronómico. Anales de la Universidad de Chile, 1864.
- Astronomia. Cometa aparecido en nuestro hemisferio en enero de 1865. Anales de la Universidad de Chile, 1865.
- Comet I. of 1865. (Cometa I de 1865). Astronomical Register, Vol. 3, pp.197-197 (1865)
- En coautoría con L. Grosch: Beobachtung der totalen Sonnenfinsterniss am 25. April 1865. Schreiben des Hrn. L. Grosch in Santiago (Al observar el eclipse solar total el 25 de abril de 1865. Carta del Sr. L. Grosch en Santiago). Astronomische Nachrichten, volume 65, p.299 (noviembre, 1865).
- Observations of the Comet III. 1860, made at the Santiago Observatory Chili. Monthly Notices of the Royal Astronomical Society, Vol. 26, p.58 (diciembre, 1865).
- Schreiben an den Herausgeber (Carta al editor). Astronomische Nachrichten, vol. 86, p.245 (octubre, 1875).
- Aus einem Schreiben desselben an den Herausgeber (De una carte al mismo editor). Astronomische Nachrichten, vol. 87, p.349 (abril, 1876).
- Vergleichung der in Santiago angestellten Beobachtungen mit den Catalogen von Johnson und Taylor (Comparación de las observaciones en Santiago con el catálogo empleado de Johnson y Taylor). Astronomische Nachrichten, volume 88, n.º 1, p.1 (abril, 1876).
- Meteorolojía: sobre el aumento de temperatura en el interior de la tierra con la profundidad: resultados sacados por el profesor C. W. Möesta de las observaciones hechas en el pozo artesiano de Sperenberg. Anales de la Universidad de Chile, 1877.
- Meteorolojía: comunicaciones del doctor C. W. Möesta sacadas de la revista alemana Neue Jarbueh für mineralgie etc. 1876, traducido al castellano para los Anales de la Universidad de Chile. Anales de la Universidad de Chile, 1877.
- Schreiben an den Herausgeber (Carta al editor). Astronomische Nachrichten, volume 94, p.219 (marzo, 1879).
- Die Parallaxe von α2 Centauri (El paralaje de α2 Centauri). Astronomische Nachrichten, volume 98, p.333 (noviembre, 1880).
- Bemerkungen über die Beobachtungen von β und α Centauri (comentarios sobre las observaciones de β y α Centauri). Astronomische Nachrichten, volume 99, n.º 3, p.33 (diciembre, 1880).
- Bemerkungen über die Beobachtungen von beta und alpha Centauri. Astronomische Nachrichten, volume 99, n.º 4, p.49 (enero, 1881).